# Берхтесгаден
Берхтесгаден (рідше Берхтесґаден; нім. Berchtesgaden) — громада в Німеччині у землі Баварія.
Входить до складу адміністративного округу Верхня Баварія. Входить до складу району Берхтесгаден. Населення становить 7649 чоловік (станом на 30 червня 2007 року). Займає площу 34,78 км².

## Резиденція Гітлера
З 1928 року Адольф Гітлер винаймав у курортному містечку Оберзальцберг, поряд із Берхтесгаденом, шале (сільський будинок) Гауз Вахенфельд (Haus Wachenfeld). У 1933 році він купив його у попередніх власників, перебудував і перейменував на Берггоф (Berghof). Неподалік від Берггофа було зведено будинки для деяких високопоставлених нацистів (в тому числі, Герінга й Бормана) і «Орлине гніздо» (Kehlsteinhaus), чайний дім Гітлера, зведений під керівництвом Мартіна Бормана на вершині гори Кельштайн (Kehlstein) у 1938 році як подарунок до 50-річчя фюрера. (Кельштайнгауз понині використовується як ресторан.) У самому Берхтесгадені розташувались окремі структури Рейхсканцелярії.
У ході війни Оберзальцберг зазнавав бомбардувань літаками союзників. Більша частина будівель, створених за нацистів, була знищена американським командуванням, чия база тривалий час була на цьому місці після війни, щоб вони не стали місцем паломництва неонацистів. 30 квітня 1952 року (на річницю смерті Гітлера) Берґгоф було висаджено в повітря. Неподалік від того місця нині зведено п'ятизірковий готель «Intercontinental». На місці підземного бункера, що знаходився під Берґгофом й частково зберігся, діє музей націонал-соціалістичної диктатури, метою якого є чесна розповідь про діяльність нацистів до приходу їх до влади й у період їх управління Німеччиною.

## Табір переміщених осіб
В 1945 у колишніх військових казармах було створено табір українських переміщених осіб «Орлик». У ньому в 1945—1951 перебувало понад 2500 українців. У таборі були організовані дитячий садок, народна школа, гімназія, професійні курси, хори (зокрема, відомий чоловічий хор «Трембіта»), самодіяльний театр, оперний ансамбль, бібліотека, кооператив і 17 громадських організацій патріотичного спрямування. Виходив літературний місячник «Орлик» за редакцією Остапа Грицая. Існував також театр «Орлик» з оперною секцією І. Туркевич-Мартинцевої. У таборі жили письменники, журналісти й публіцисти, серед них Катря Гриневичева, яка там померла й похована на міському цвинтарі. За трагічних обставин там загинув поет Андрій Гарасевич. 7 червня 1947 у Берхтесгадені відбувся 2-й з'їзд об'єднаних працівників дитячої літератури. На відміну від таборів у Аугсбурзі чи Мюнхені, Берхтесгаден не відзначався великою продуктивністю книжок. Однак, крім розмножених на копіярці видань, у 1948 вийшли друком твори Петра Голубенка «ВАПЛІТЕ у 20-річчя розгрому большевиками», Остапа Грицая «Володарка слова — Катря Гриневичева», «Сонетаріум» Миколи Зерова, «Чавун» Льва Яцкевича.

## Українська гімназія
Українська гімназія у Берхтесгадені була пов'язана з Мюнхеном і Карлсфельдом, де початково ходили до школи багато її учнів з числа тимчасово переміщених осіб українського походження в час Другої світової війни. Після переїзду до Берхтесгадена вони продовжували там своє навчання. Гімназія була утворена у липні 1945 року. Ініціатором створення і першим директором гімназії був Володимир Радзикевич. Він зорганізував її за згодою і дорученням Обласного Представництва Української Еміграції в Мюнхені (проф. О. Корсунський. д-р Я. Маковецький і проф. Ів. Розгін).
Початкові гімназійні курси розпочали роботу в Мюнхені 20 липня 1945. Після перенесення табору до Карльсфельда 1 серпня 1945, початкові гімназійні курси перетворено на повну гімназію. Впродовж шкільного року 1945—1946 кількість учнів зросла до 562 учениць і учнів. Початково невеликий учительський колектив розширився і 9 листопада 1945 налічував 42 осіб. Завдяки щасливому збігові обставин до Берхтесгадена прибували висококваліфіковані педагоги, що суттєво вплинуло на розвиток гімназії та її навчальний рівень. У Карльсфельді навчання відбувалося двома змінами. Після ліквідації табору в Карльсфельді частина учнів і учителів переїхала до табору у Берхтесгадені. У 1946-47 шкільному році гімназія приміщувалася в окремому будинку за табором і нараховувала 226 учнів. У шкільному році 1947-48, гімназію приміщено в одному із таборових блоків (число «1»), де вона мала 9 шкільних зал, дві зали для учительських зборів і директора та одну для фізичних і хімічних кабінетів.
Гімназія мала спершу гуманістичний характер. На окремих конференціях учителів-фахівців, і згодом на пленарних конференціях затверджено навчальні плани і програми, які проіснували до часу уніфікації програм усіх тогочасних українських гімназій на території Західної Німеччини. Після уніфікації навчальних програм відділом Культури і Освіти ЦПУЕ, гімназія перейшла на реальний тип школи, вводячи уніфіковану сітку годин за інструкціями вищезгаданої установи, із незначними лише відхиленнями (збережено латинську мову у нижчих класах у кількості трьох лекцій тижнево), за згодою відділу Культури і Освіти ЦПУЕ.
За весь час існування гімназії, проведено кілька іспитів зрілости. У шкільному році 1945/46 (у Карлсфельді) іспит зрілости склало 123 учні й учениці; у шкільному році 1946/47 іспит склало 59 учнів і учениць; у шкільному році 1947/48 — 21, а в останньому році існування гімназії, 1948/49, іспит склало 29 учнів. Разом 232 учні й учениці завершили своє навчання матурою. Українська Гімназія у Берхтесгадені проіснувала до 1950 року. Тоді з уваги на масовий виїзд переважної кількости учнів і професорів у нові країни поселення дирекція мусила припинити навчання. В останньому шкільному році 1949/50 обов'язки директора гімназії виконував д-р Василь Стецюк..

## Пам'ятки
З пам'яток міста слід відзначити королівський палац Віттельсбахів й прилеглу до нього церкву XII століття.

## Відомі жителі й уродженці
- Анке Карстенс — німецька сноубордитска.
- Бенедікт Коль — німецький хокеїст.
- Каспар Штангассінгер (1871 −1899) — католицький святий.
- Катря Гриневичева — українська письменниця.
- Андрій Гарасевич — український поет, пластун і альпініст.

## Галерея

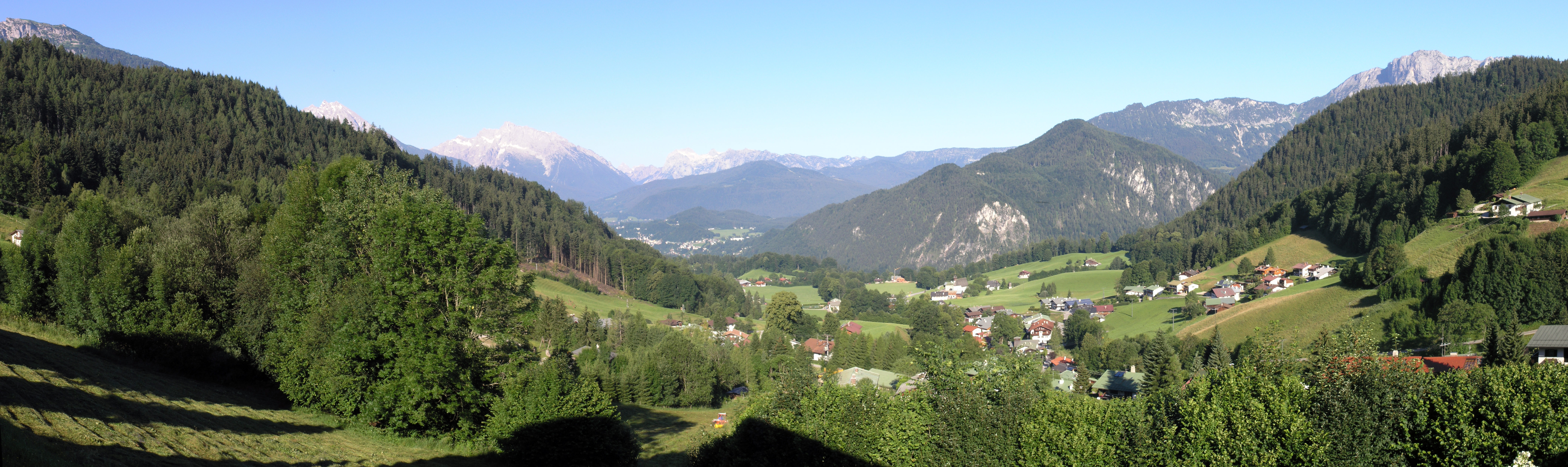
Берхтесгаден — панорама

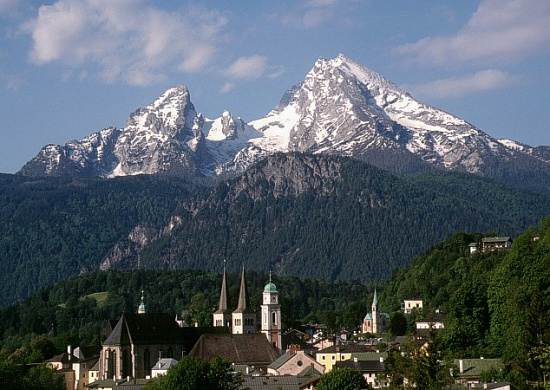
Парафіяльна церква
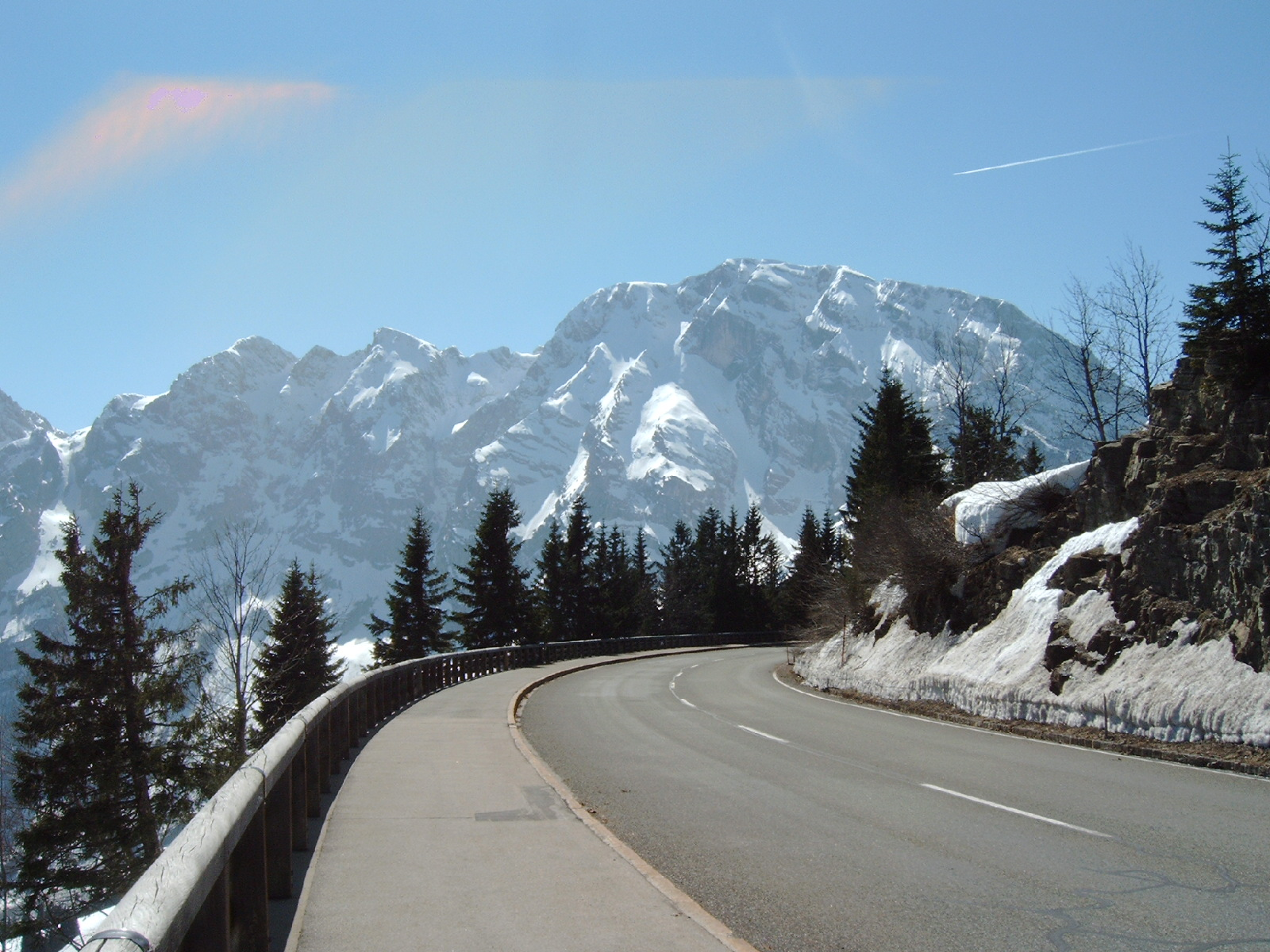
Гірська дорога
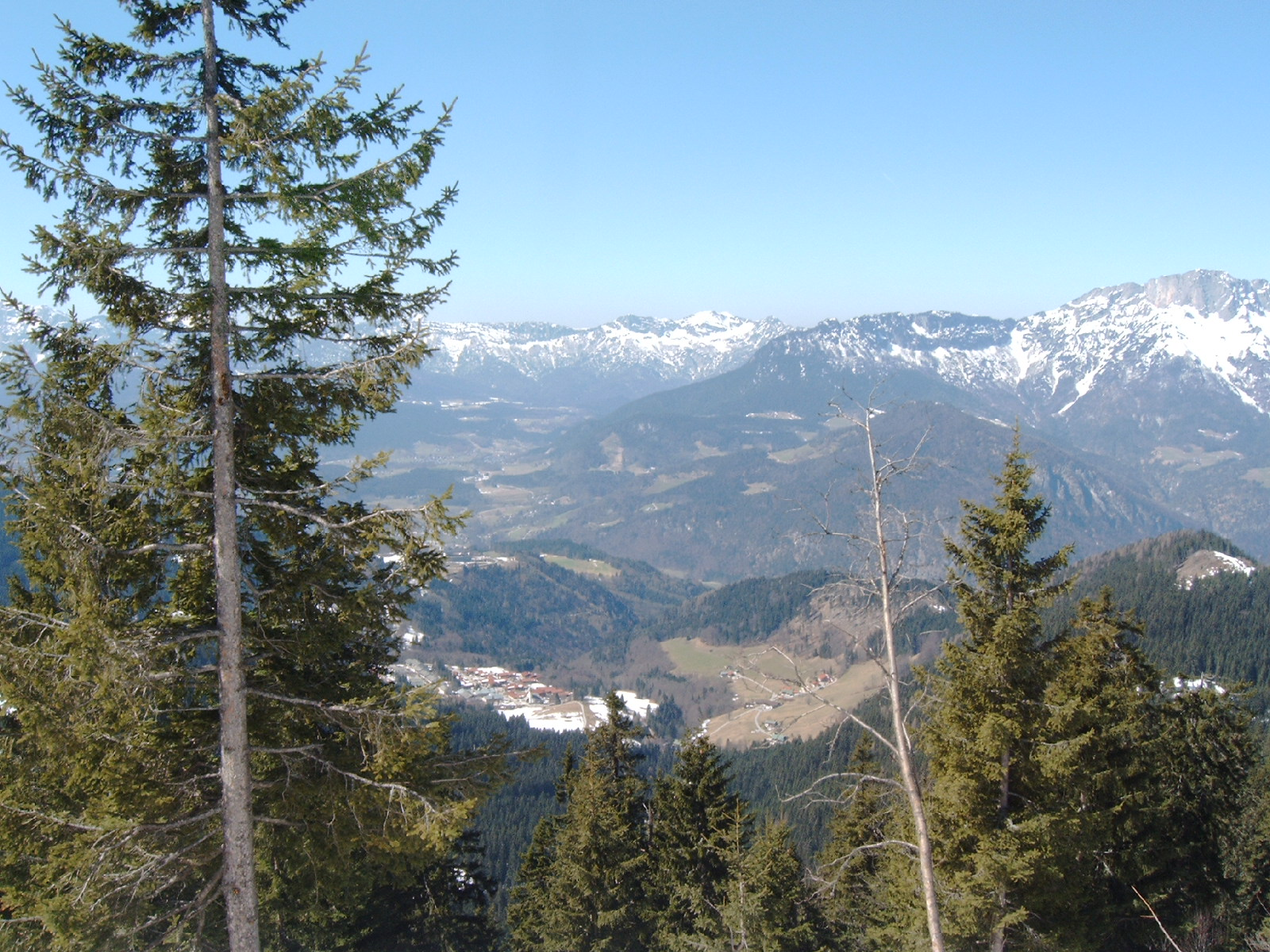
Вид на гору Унтерс
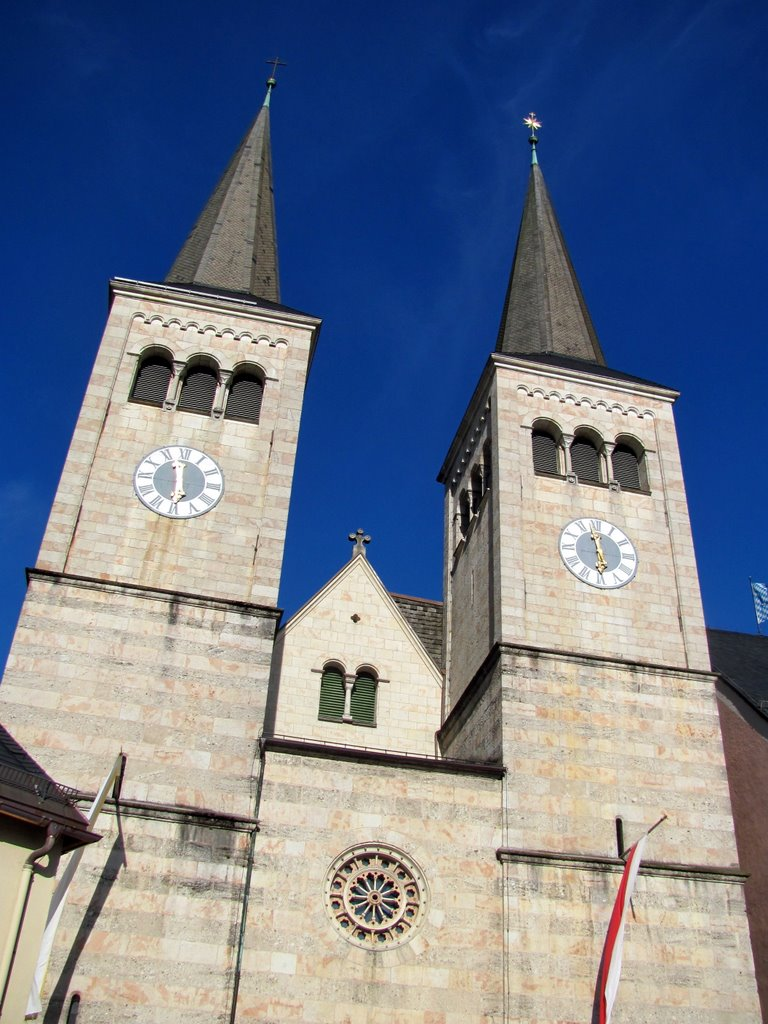
Міська церква